# Sclerogenia serena
Sclerogenia serena là một loài bướm đêm trong họ Noctuidae.